# گردنه سیمپلون

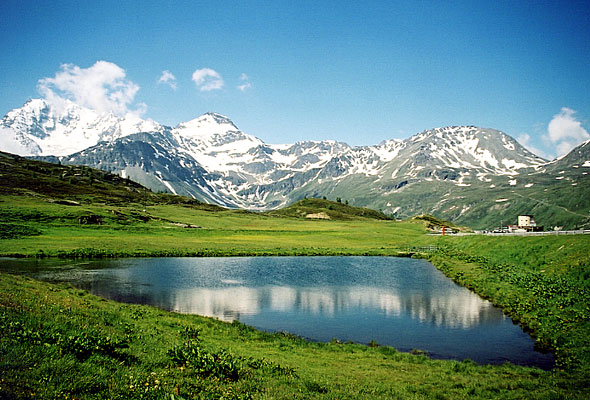
گردنه سیمپلون

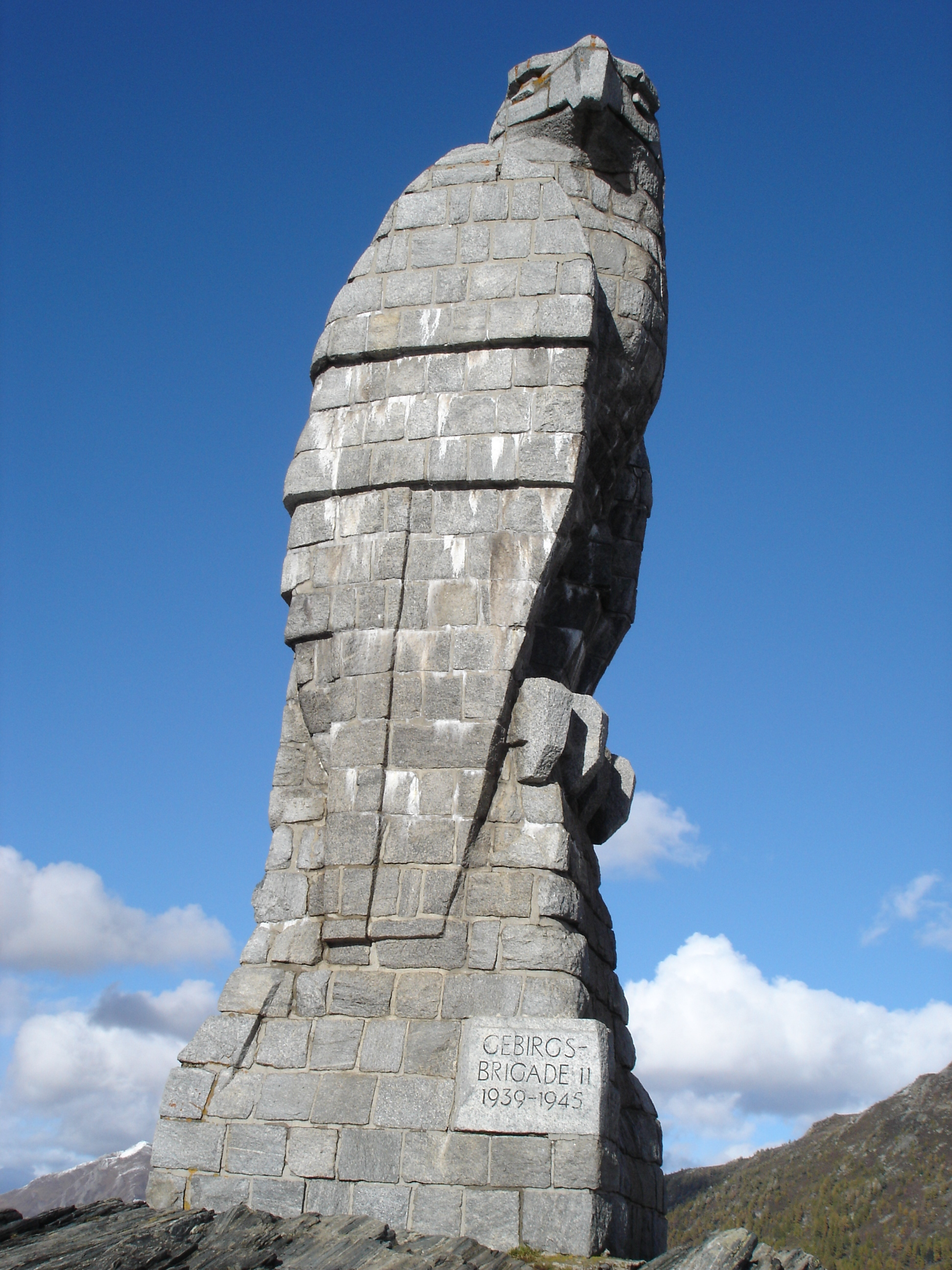
عقاب سنگی سیمپلون، این تندیس در جنگ جهانی دوم توسط سربازان سوئیسی ساخته شد.

گردنه سیمپلون (به ایتالیایی: Sempione، به انگلیسی: Simplon) یک گذرگاه کوهستانی در ارتفاع ۲٬۰۰۸ متری در منطقه آلپ لپونتین است که سوئیس و ایتالیا را به هم می‌پیوندد.
این گردنه، بریگ در واله را به دومودوسولا در پیه‌مونته پیوند می‌دهد.
در سال ۱۹۰ میلادی یکی از راه‌های در دست ساخت رومیان از این گردنه گذشت.